# Olivier de Magny

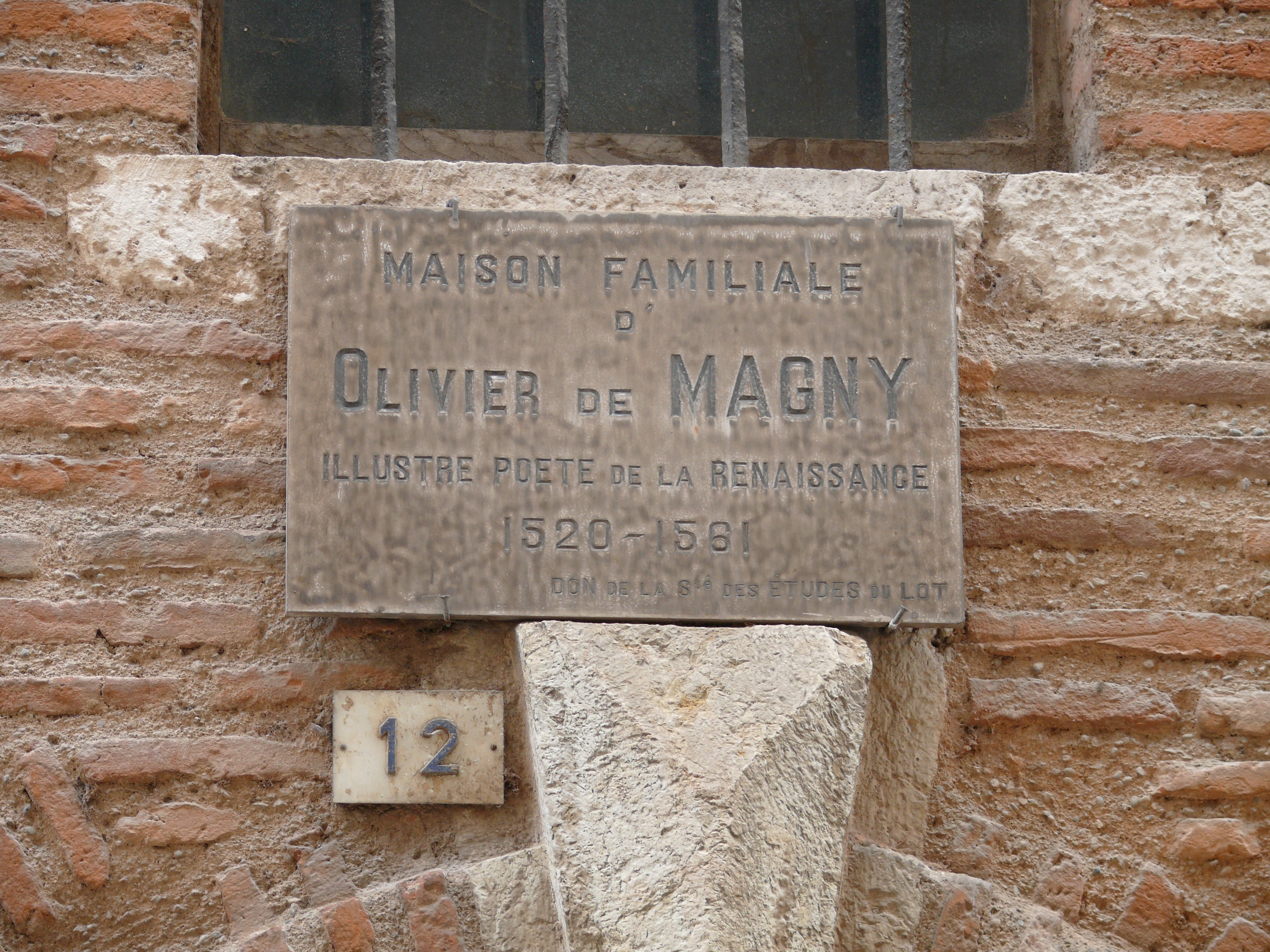
Gedenktafel in Cahors

Olivier de Magny (* 1529 in Cahors; † 1561 in Paris) war ein französischer Dichter.

## Leben und Werk
Olivier de Magny besuchte die Universität Cahors. Von 1547 bis 1553 war er Sekretär von Hugues Salel in Chartres. Als Begleiter des Finanzministers Jean d’Avançon reiste er von 1555 bis 1556 nach Rom und hatte ab 1557 ein hohes Amt im Périgord. Er verkehrte im Umkreis von Staatssekretär Jean du Thier († 1560). 1559 war er bis zu dessen Unfalltod kurzzeitig Sekretär von König Heinrich II.
Magny hatte die Dichter Étienne Jodelle und Rémy Belleau zu Freunden und verstand sich gut mit Joachim Du Bellay und Pierre de Ronsard, obwohl diese nicht, wie er, zur Umgebung von Diane de Poitiers gehörten. Auf dem Weg nach Rom hatte er eine Begegnung mit Louise Labé.
Seine Dichtung, die er von 1553 bis 1559 in vier Büchern veröffentlichte, wurde traditionell als epigonenhaft (wenn nicht gar als plagiatorisch) unterschätzt, seit 1964 hingegen durch kritische Ausgaben gewürdigt.
Über seinen Tod fehlen verlässliche Angaben. Die meisten Quellen nennen 1561, als er 32 Jahre alt war.

## Werke
- Les Amours. 1553.
- Les Gaités. 1554.
- Les Soupirs. 1557.
- Les Odes. 1559.
- Œuvres. Hrsg. Ernest Courbet. A. Lemerre, Paris 1871–1880. Slatkine, Genf 1969.
- Poésies choisies. G. Rougier, Cahors 1913.
- Les Odes amoureuses de 1559. Hrsg. Mark S. Whitney. Droz, Genf 1964.
- Les gayetez. Hrsg. Alistair R. Mac Kay. Droz, Genf 1968.
- Les cent deux sonnets des «Amours» de 1553. Hrsg. Mark S. Whitney. Droz, Genf 1970.
- Les souspirs. Hrsg. David Wilkin. Droz, Genf 1978.
- Les trois premiers livres des Odes de 1559. Hrsg. François Rouget. Droz, Genf 1995.
- Œuvres poétiques. Hrsg. François Rouget mit Daniel Ménager, Françoise Charpentier und M. D. Legrand. 2 Bde. Champion, Paris 1999–2006.